# Jacek Kałucki
Jacek Kałucki (ur. 5 grudnia 1953 w Kaliszu) – polski aktor teatralny, filmowy i dubbingowy, reżyser, felietonista, kabareciarz oraz autor tekstów i sztuk teatralnych.

## Życiorys
Urodził się w 1953 w Kaliszu. W 1972 złożył egzamin dojrzałości w I Liceum Ogólnokształcącym im. Adama Asnyka w Kaliszu.
W 1978 ukończył warszawską PWST pod opieką pedagogiczną Ryszardy Hanin. Zaraz potem został zaangażowany przez Mariusza Dmochowskiego do Teatru Nowego w Warszawie. W grudniu tego roku zadebiutował rolą Nieznajomego w Horsztyńskim. Później pojawiły się inne, istotne w karierze Kałuckiego kreacje sceniczne, takie jak Demetriusz w Śnie nocy letniej, Saint-Just w Dr Guillotin czy Ahr-Schreiter w Mrokach Bogusława Schaeffera.
Podczas trwania stanu wojennego bojkotował media. Wraz z Agatą Rzeszewską i Maciejem Pietrzykiem założył alternatywny Teatr Domowy. Walczył z ówczesną sytuacją polityczną poprzez autorskie teksty, poezję i sztuki, w których także sam brał udział. Pisał adaptacje książek wydawanych w drugim obiegu oraz nagrywał kasety audio.
Wielką popularność – przede wszystkim wśród młodych widzów, zdobył dzięki programom telewizyjnym emitowanym pod koniec lat 80. i w 90. pt. Wyprawy profesora Ciekawskiego i Ciuchcia. Grał tam Docenta Doświadczalskiego.
Artysta założył i występował również w kabarecie Figlik. Jest autorem piosenek, a wiele z nich znalazło się na płycie zatytułowanej Ortografia śpiewająco.
Jacek Kałucki jest także aktorem dubbingowym. Swojego głosu użyczył między innymi w takich produkcjach jak: Pokémon, Inspektor Gadżet: Misja specjalna oraz Muppety z kosmosu. Nagrał kilka audiobooków.
Wystąpił w ponad 60 obrazach kinowych i telewizyjnych: Konopielka, Fachowiec, Ogród Luizy, Tato czy Czarny czwartek. W filmach grywa najczęściej drugoplanowe role. Od 2007 wciela się w postać Krzysztofa Jaworskiego w serialu Barwy szczęścia.
Kałucki jako Jacek Hempel napisał trzy jednoaktówki: Jakoś to będzie, Będzie tylko lepiej i Za lepsze czasy. Bohaterami sztuk są panowie „A” i „B”, którzy komentują rodzime wydarzenia od momentu wejścia Polski do Unii Europejskiej. 
W 2023 roku odbyła się premiera jego książki Sekrety zza kulis.

## Życie prywatne
Jest żonaty i ma dwoje dzieci.

## Odznaczenia
4 grudnia 2007 roku decyzją Kapituły składającej się z dziennikarzy i wydawców prasy podziemnej, z rąk Prezydenta RP został odznaczony Krzyżem Kawalerskim Orderu Odrodzenia Polski z tytułem: „Cichego bohatera stanu wojennego”.

## Filmografia
- 1978: Układ krążenia jako młody lekarz (odc. 5)
- 1978: Bez znieczulenia jako student Michałowskiego
- 1980: Urodziny młodego warszawiaka jako podkomendny Ziemowita
- 1980: Sherlock Holmes i doktor Watson jako dostawca kosza (odc. 11)
- 1980: Ciosy
- 1980: Bez miłość jako lekarz
- 1981: Konopielka jako Zbyszek, asystent geodety
- 1981: Uczennica
- 1981: Człowiek z żelaza –jako Tajniak
- 1982: Przesłuchanie – jako aktor teatru „Trumanillo”
- 1983: Widziadło jako sąsiad Strumieńskiego
- 1983: Fachowiec jako student Zanicz
- 1984: 1944
- 1984: Zabawa w chowanego
- 1984: Pobojowisko jako Piotrowski
- 1986: Weryfikacja jako członek redakcji „Tygodnika”
- 1987: Misja specjalna jako kelner obsługujący Jana
- 1987: Dorastanie jako nauczyciel Romanko (odc. 2)
- 1987: Cyrk odjeżdża jako pracownik cyrku
- 1988–1991: Pogranicze w ogniu jako Jacqes Dalaron
- 1988: Dekalog III jako milicjant
- 1992: Feliks Dzierżyński ląduje w Warszawie
- 1993: Czterdziestolatek. 20 lat później jako pracownik telewizji (odc. 12)
- 1994: Zespół adwokacki jako adwokat Kudeli (odc. 9)
- 1994: Ptaszka jako okulista
- 1995: Tato jako policjant
- 1995: Sukces jako Marzec, importer alkoholu (odc. 4)
- 1996: Wirus
- 1996: Wezwanie jako prokurator
- 1997–2012: Klan jako Waldemar Bogusz, właściciel biura turystycznego
- 1998: 13 posterunek (odc. 9)
- 1999: Tydzień z życia mężczyzny jako obrońca skinów
- 1999: Policjanci jako ksiądz w Borzęcinie (odc. 3)
- 1999: Pierwszy milion jako Stefan, opiekun Dominiki
- 2000–2001: Adam i Ewa jako prawnik Zbigniewa Zdrojewskiego
- 2001: Więzy krwi jako Andrzej
- 2001–2002: Marzenia do spełnienia jako docent, wykładowca Magdy
- 2002: Superprodukcja jako pracownik stacji benzynowej
- 2002: Sfora jako właściciel sklepu ze sprzętem elektronicznym (odc. 4)
- 2002: Kasia i Tomek jako ksiądz (odc. 18, głos)
- 2002: Sfora: Bez litości jako właściciel sklepu ze sprzętem elektronicznym
- 2003: Tygrysy Europy 2 jako wójt Tadeusz Wacławek
- 2003: Plebania jako mężczyzna w Angelice (odc. 319 i 326)
- 2003–2012: Na Wspólnej jako administrator/klient/sąsiad
- 2004–2007: Kryminalni jako naczelnik więzienia
- 2005: Solidarność, Solidarność... jako prowadzący aukcję (odc. 11)
- 2005: Pensjonat pod Różą jako Józef, ojciec Mai (odc. 65)
- 2005–2005: Magda M. jako Zbyszek, klient Wojtka (odc. 15); Stachowiak (odc. 44)
- 2005–2011: M jak miłość jako lekarz (odc. 338); profesor Raihner (odc. 867, 873, 875)
- 2005–2010: Daleko od noszy jako Kostka (odc. 66); myśliwy (odc. 119); pacjent (odc. 177)
- 2006: Egzamin z życia jako pan Władek (odc. 61)
- 2006: Apetyt na miłość jako Włodek, właściciel wypożyczalni (odc. 1, 3 i 7)
- 2007: Ogród Luizy jako „Junior”, brat mecenasa Frankowskiego
- 2007: Prawo miasta jako lekarz (odc. 16)
- 2008: Doręczyciel jako detektyw (odc. 10 i 11)
- 2008–2014, od 2016: Barwy szczęścia jako Krzysztof Jaworski
- 2009: Ślepy traf jako szef
- 2009–2012: Ojciec Mateusz jako Koryciński (odc. 28); Marek Szkutnik (odc. 103)
- 2010: Na dobre i na złe jako nefrolog (odc. 409)
- 2011: Czarny czwartek... jako marsz. Marian Spychalski
- 2012: Ja to mam szczęście! jako pan Mieczysław (odc. 43)
- 2015: Ojciec Mateusz jako przechodzień (odc. 184)
- 2018: Klecha jako pacjent szpitala psychiatrycznego
- 2019: Home Sweet Home jako ojciec
- 2020: Kolej na miłość jako pan Nowak
- 2021: Niepamięć jako Henryk
- 2024: Będziemy mieszkać razem jako właściciel mieszkania (odc.4)

## Dubbing
- 1973: Rabin Jakub –
  - kucharz,
  - mężczyzna kłócący się z Victorem
- 1990: Pinokio (druga wersja dubbingowa) – Król (odc. 19-20)
- 1994–1995: Hrabia Kaczula (pierwsza wersja dubbingowa)
- 1995: Przygody Animków – Chris (odc. 35)
- 1995: The Addams Family – Van Swash (odc. 14)
- 1995: Iron Man: Obrońca dobra – Dreadknight
- 1997: Batman i Robin – Zguba / Antonio Diego
- 1997–1998: Pinky i Mózg
- 1999: Muppety z kosmosu
- 1999: Lisek Pablo – Baxter
- 2001–2006: Pokémon –
  - pan Swampy (odc. 297),
  - tata Stephanie (odc. 306),
  - Pan Contesta (odc. 307)
- 2004: Yu-Gi-Oh! –
  - dziadek Yugiego,
  - Croquet,
  - Makao Tsunami (odc. 7),
  - ojciec Makao (odc. 7),
  - Kemo (pierwsza scena w odc. 10)
- 2005: Inspektor Gadżet − Misja specjalna –
  - Szef Quimby,
  - Gadżetmobli
- 2007: Pippi Longstocking (trzecia wersja dubbingowa) – Ojciec Pippi
- 2007: Noddy (druga wersja dubbingowa) – Pan Plod
- 2007: Ben 10: Wyścig z czasem – Ojciec Bena
- 2008: Quest – narrator
- 2008: Świnka Peppa (pierwsza wersja dubbingowa) – Dziadek Pies (odc. 23, 48)
- 2009: Święty Mikołaj przybywa do miasta – burmistrz Ponurowa
- 2021: Pinokio – Kot
- 2023: Mała Syrenka (druga wersja dubbingowa) – Król Tryton
- 2024: 12 Prac Asterixa (trzecia wersja dubbingowa) – Zeus
- 2024: Mała Syrenka (trzecia wersja dubbingowa) – Król Tryton
- 2024: Wyfrunięci (druga wersja dubbingowa) –
  - Gugu,
  - Różne postacie